# Hiraishi Naoto
Naoto Hiraishi (平石 直人 Hiraishi Naoto, sinh ngày 23 tháng 6 năm 1992) là một cầu thủ bóng đá người Nhật Bản. Anh thi đấu cho Fujieda MYFC.

## Sự nghiệp
Naoto Hiraishi gia nhập câu lạc bộ J3 League; FC Machida Zelvia năm 2015. Anh chuyển đến Fujieda MYFC năm 2016.

## Thống kê câu lạc bộ
Cập nhật đến ngày 23 tháng 2 năm 2017.
| Thành tích câu lạc bộ | Thành tích câu lạc bộ | Thành tích câu lạc bộ | Giải vô địch | Giải vô địch | Cúp                   | Cúp                   | Tổng cộng | Tổng cộng |
| Mùa giải              | Câu lạc bộ            | Giải vô địch          | Số trận      | Bàn thắng    | Số trận               | Bàn thắng             | Số trận   | Bàn thắng |
| Nhật Bản              | Nhật Bản              | Nhật Bản              | Giải vô địch | Giải vô địch | Cúp Hoàng đế Nhật Bản | Cúp Hoàng đế Nhật Bản | Tổng cộng | Tổng cộng |
| --------------------- | --------------------- | --------------------- | ------------ | ------------ | --------------------- | --------------------- | --------- | --------- |
| 2015                  | Machida Zelvia        | J3 League             | 0            | 0            | 0                     | 0                     | 0         | 0         |
| 2016                  | Fujieda MYFC          | J3 League             | 26           | 3            | –                     | –                     | 26        | 3         |
| Tổng                  | Tổng                  | Tổng                  | 26           | 3            | 0                     | 0                     | 26        | 3         |